# Sassekin

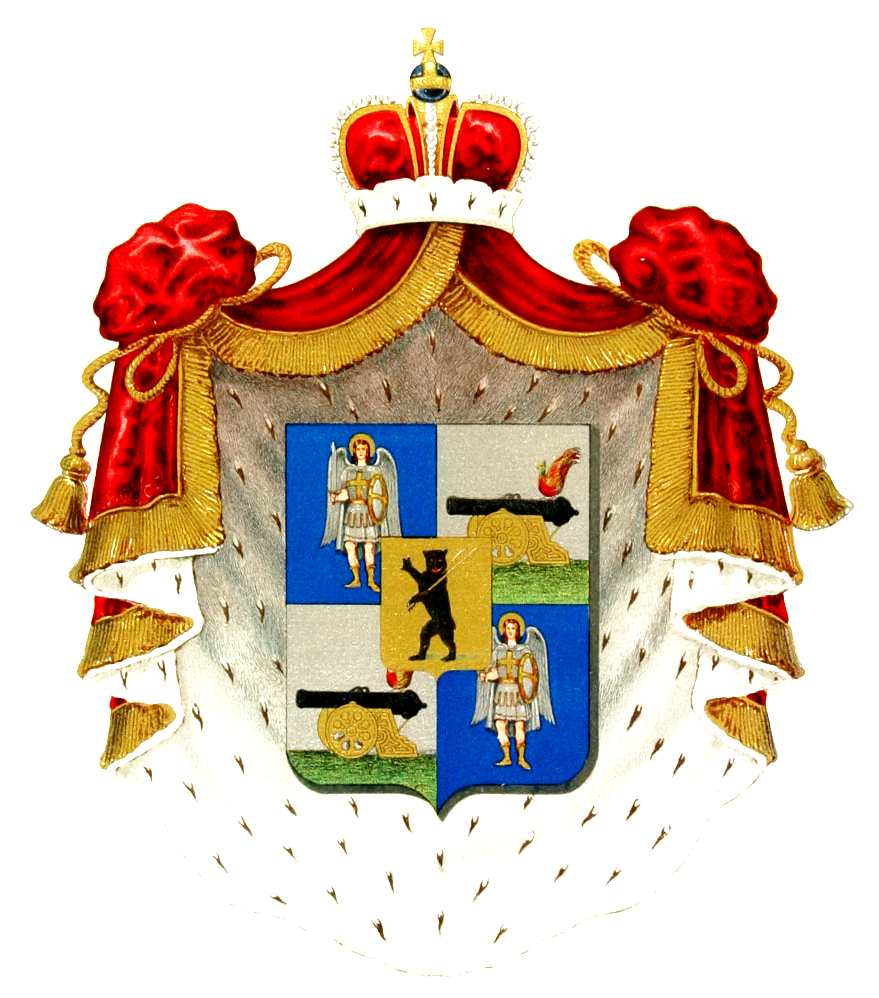
Wappen der Fürsten Schirowoi-Sassekin

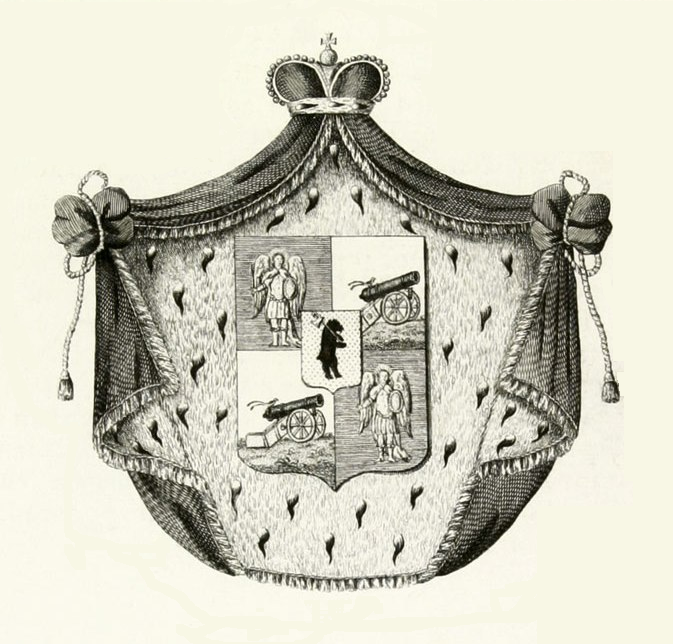
Wappen der Fürsten Sassekin

Sassekin (russisch Засекин) ist der Name eines erloschenen russischen Fürstengeschlecht deren Stammreihe sich agnatisch von den Rurikiden ableitet.

## Geschichte
Die Stammreihe der Fürsten Sassekin beginnt Fjodor Glebowitsch, einem Enkel des Wassili Dawydowitsch, Fürst von Jaroslawl († 1345). Sein älterer Sohn Semjon Fjodorowitsch stiftete das Haus Temnossiny. Zu dessen Nachfahren zählte der Woiwode und Feldherr Pjotr Wassiljewitsch Sassekin († nach 1533). Er setzte die Stammlinie mit seinen drei Söhnen weiter fort. Der jüngere Sohn Iwan Fjodorowitsch Sasseka stifte mit seinen drei Söhnen die Häuser Kubenski, Sonzew-Sassekin und Schirowoi-Sassekin. Meist standen die Fürsten Sassekin im Dienst des Großfürstentum Moskau und hatten ihren Entfaltungsschwerpunkt an der südöstlichen Grenze der ehemaligen Republik Nowgorod, etwa nordwestlich von Twer, im Einzugsgebiet der Mologa und des Msta. Sämtliche Häuser sind im Mannesstamm erloschen.

## Wappen
Das fürstliche Wappen (1798) zeigt im gevierten Schild, belegt mit einem Herzschild, darin ein linksgekehrter aufgerichteter Bär, eine goldene Hellebarde schulternd (Jaroslawl). In 1 und 4 in Blau den heiligen Michael mit goldenem Nimbus, Schild und Flammenschwert in silberner römischer Rüstung und Mantel (Kiew). In 2 und 3 in Silber auf grünem Boden eine goldene Lafette mit linksgekehrtem schwarzen Kanonenrohr, auf dessen rechtem Ende ein linksgekehrter natürlicher Paradiesvogel steht (Smolensk). Prachtstücke: Fürstenmantel mit Fürstenhut.

## Angehörige

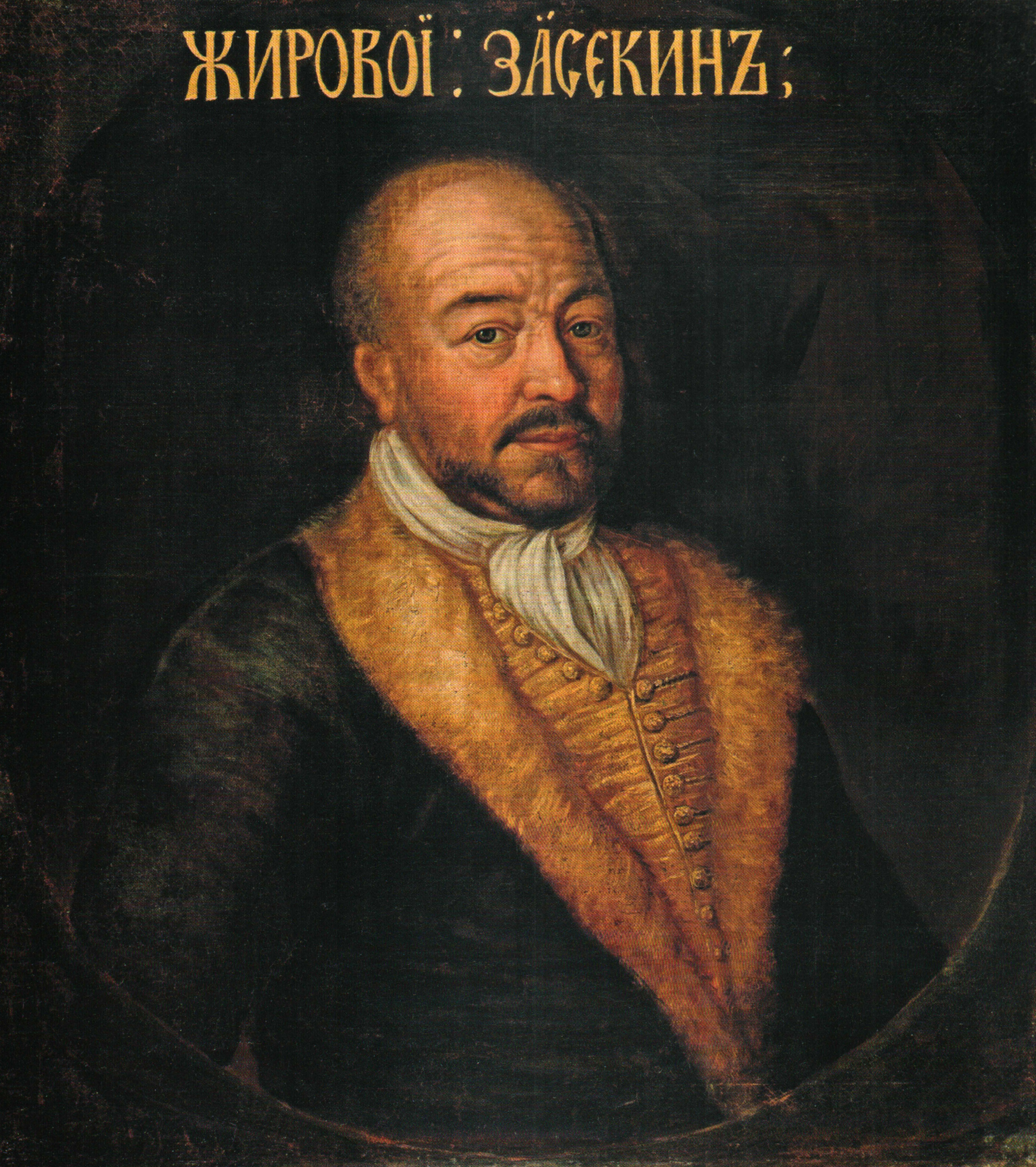
Fürst Schirowoi-Sassekin

- Iwan Iwanowitsch Sassekin († nach 1526), 1514–1525 Feldherr im russisch-litauischen Krieg, 1525–1526 Gesandter an den Hof von Kaiser Karl V.
- Pjotr Fjodorowitsch Sassekin († 1537), 1536 Kommandant von Sebesch, Feldherr, gefallen im Kampf mit den Tataren
- Grigori Ossipowitsch Sassekin († 1596/1597), erster Woiwode der befestigten Städte Samara (1586), Saratow (1590) und Zarizyn (1589) an der Wolga